# Alpi

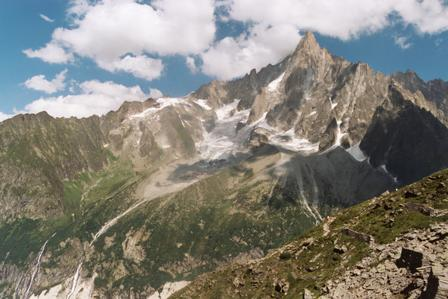
Alpii în Valea Chamonix

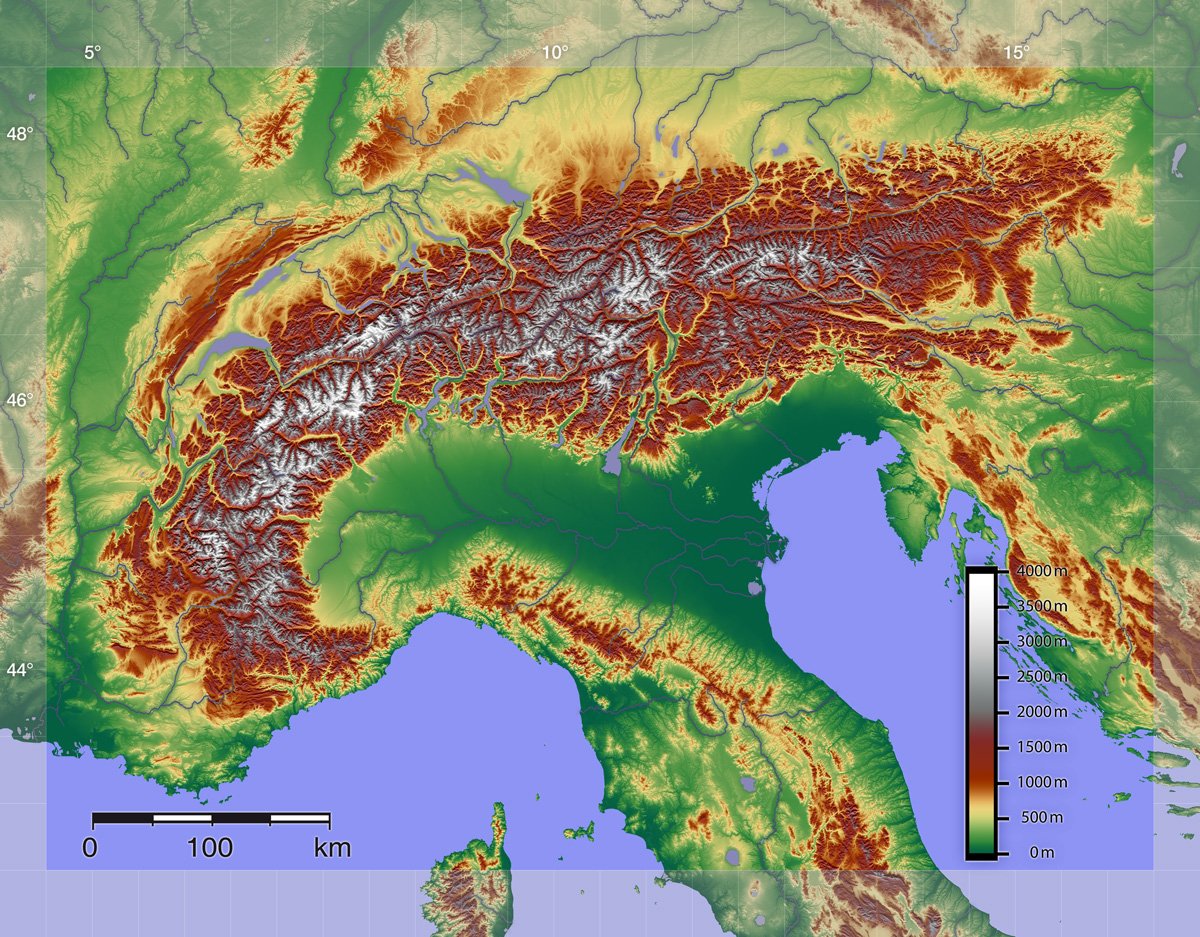
Alpii - harta fizică

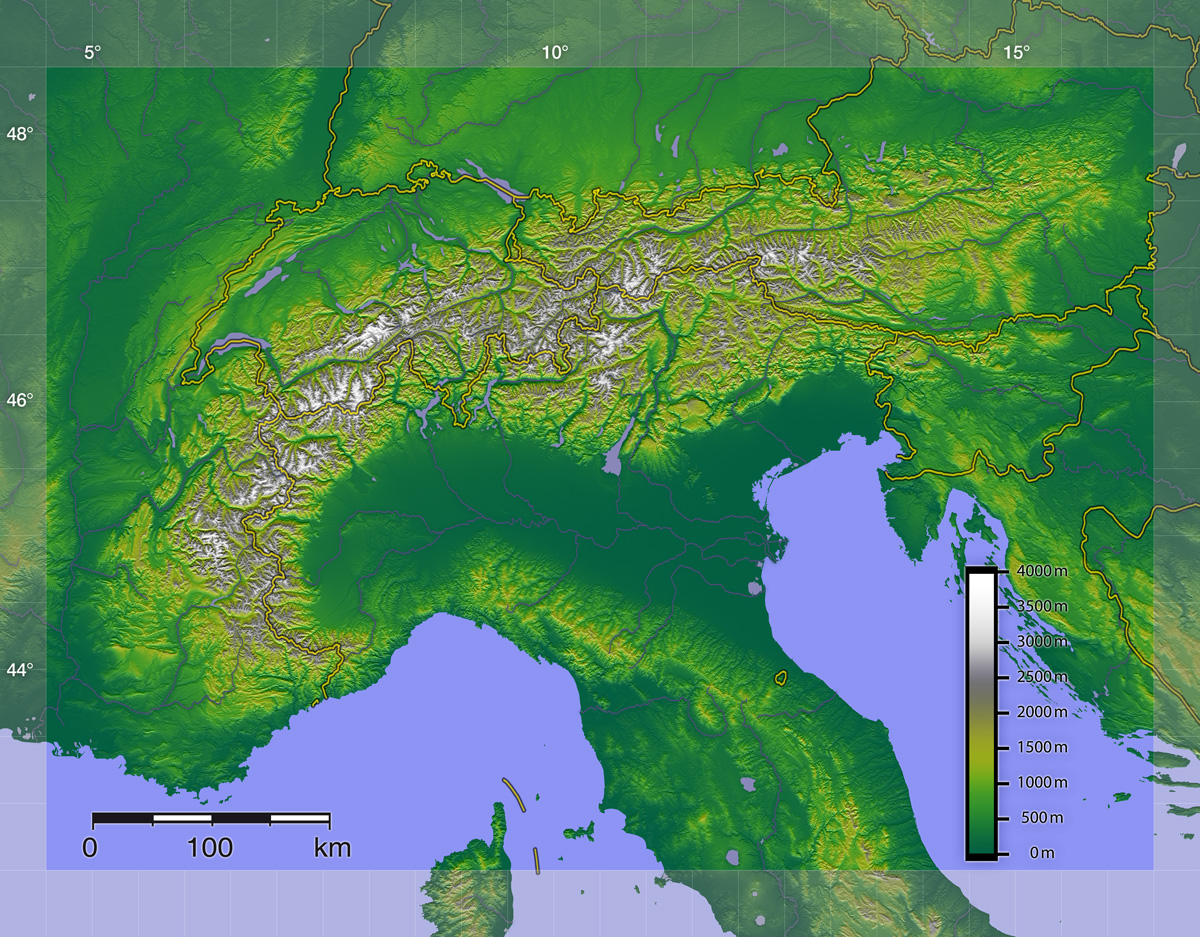
Alpii - harta fizică și granițele țărilor pe teritoriul cărora se află

Alpii sunt un lanț muntos din Europa, care se întinde din Austria și Slovenia până în sud-estul Franței, trecând prin nordul Italiei, sudul Elveției, Liechtenstein și sudul Germaniei.
Numele lor (italian: Alpi; englez: Alps; francez: Alpes; occitan: Aups/Alps; german: Alpen; romanș: Alps; sloven: Alpe) provine din cuvântul latin albus (alb).
Alpii formează un arc de cerc în sudul Europei centrale, în lungime de aproximativ 1200 km și acoperă o suprafață de cca 200.000 km².
Cel mai înalt munte din Alpi este Mont Blanc, situat la frontiera franco-italiană, cu piscul aflat la o altitudine de 4810 m. În Alpi există în total 128 de piscuri cu înălțimi care depășesc 4000 m, care pot fi găsite în lista piscurilor alpine după înălțime.

## Geografie
Alpii fac parte dintre lanțurile muntoase cu caracteristici alpine pronunțate, deoarece se ridică la înălțimi care depășesc cu mult limitele superioare ale pădurilor. În epoca glaciară au cunoscut perioade succesive de îngheț. Glaciațiile sunt responsabile pentru forma de astăzi a Alpilor, cu piscuri abrupte, cu depresiuni adânci, cu văi prelungi și cu lacuri.
Catena principală a Alpilor este alcătuită din numeroase alte șiruri muntoase, cu piscuri mai puțin ascuțite către est, caracterizându-se prin văi largi și prelungi.

### Clima
Clima este rece. Există vegetație alpină și la peste 2000 de metri altitudine.

### Orogeneză
S-au format în orogeneza alpină.

### Împărțire
Munții Alpi se împart în Alpii Occidentali și Alpii Orientali. Împărțirea se face pe linia dintre Lacul Constanța și Lacul Como, de-a lungul Rinului. Alpii Occidentali se află în Italia, Franța și Elveția, iar cei Orientali în Austria, Germania, Italia, Liechtenstein, Slovenia și Elveția. Cel mai înalt vârf din Alpii Occidentali este Mont Blanc (4810 m). În Alpii Orientali, cel mai înalt vârf este Muntele Bernina, alias Piz Bernina (4052 m).
Alpii Orientali sunt împărțiți în: Alpii Calcaroși de Nord, Alpii Orientali Centrali și Alpii Calcaroși de Sud
Alpii Occidentali se împart la rândul lor în:
- Alpii Ligurici
- Alpii Maritimi
- Alpii Cotici
- Alpii Dauphiné
- Alpii Graici
- Alpii Pennini
- Alpii Bernezi
- Alpii Lepontini
- Alpii Glarus
- Alpii Elvețieni de Nord-Est

Alpii Orientali:
- Alpii Calcaroși de Nord
  - Alpii Bavariei, ai Vorarlbergului și Salzburgului
- Alpii Orientali Centrali
  - Alpii Bergamezi
  - Alpii Retici, incluzând masivele Bernina, Livigno, Sesvenna, Albula, Silvretta și Rätikon
  - Alpii Verwall și Alpii Samnaun
  - Alpii Tirolezi incluzând Alpii Ötztal, Alpii Stubai, Alpii Kitzbühel, Hohe Tauern și Alpii Zillertal
  - Niedere Tauern
- Alpii Calcaroși de Sud
  - Adamello-Presanella și Grupul Brenta
  - Alpii Ortler
  - Alpii Dolomitici[2]
  - Alpii Carnici
  - Alpii Iulieni
  - Karavanke
  - Alpii Kamnik

O altă împărțire a Alpilor poate fi făcută în funcție de situarea lor geografică pe teritoriul țărilor respective, astfel:
- Alpii Ligurici, Alpii Dolomitici și Alpii Bergamezi - Italia
- Alpii Maritimi, Alpii Cotici și Alpii Graici - Italia și Franța
- Alpii Dauphiné - Franța
- Alpii Pennini - Franța, Italia și Elveția
- Alpii Lepontini, Alpii Retici și Alpii Bernina - Italia și Elveția
- Alpii Bernezi, Alpii Glarus - Elveția
- Alpii Rhatikon - Elveția, Liechtenstein și Austria
- Alpii Silvretta - Elveția și Austria
- Alpii Allgäu, Alpii Bavariei și Alpii Salzburgului - Austria și Germania
- Alpii Ötztal, Alpii Zillertal, Alpii Norici și Alpii Carnici - Austria și Italia
- Alpii Austriei și Alpii Stirici - Austria
- Alpii Iulieni - Italia și Slovenia

### Limite geografice
Articol principal:Limitele Alpilor
Limitele Alpilor sunt: la vest pasul sau Trecătoarea Cadibona (435 m), între Savona și Ceva, iar la est linia de cale ferată Semmering de la Viena la Trieste, prin Maribor și Ljubljana.

### Principalele trecători
Articol principal:Principalele trecători din Alpi
Deși formează o barieră naturală, Alpii nu au fost niciodată de netrecut. Încă din vechime, ei au fost traversați în scopuri beligerante sau comerciale, iar mai apoi în scopuri religioase, științifice și turistice. Locurile prin care sunt traversați se numesc pasuri sau trecători, acestea fiind de fapt văi înguste, adânci și lungi, cu pereții abrupți, săpate de apele curgătoare.

### Vârfuri cu înălțimi de peste 4000 m
În Alpi există 128 vârfuri cu înălțimi de peste 4000 m (82 principale și 49 secundare), cel mai înalt dintre acestea fiind Mont Blanc (4808 m).

## Descoperiri arheologice
În anul 1991 a fost găsită în Alpi o mumie înghețată care a fost ulterior denumită Ötzi. Ea este dovada ca în această regiune a existat o cultură înfloritoare încă de acum multe mii de ani. Deși Alpii nu sunt o regiune omogenă din punct de vedere cultural, aici pot fi recunoscute anumite elemente comune.

## Flora
Limita la care se întâlnesc pădurile de foioase este de aproximativ 1200 m pe versanții nordici ai Alpilor, iar pe cei sudici, datorită climei mai favorabile, ea atinge deseori 1500 și chiar 1700 m. În principal, pădurile de foioase sunt formate din stejar, fag, frasin și sicomor, care nu se întâlnesc neapărat împreună și nici la aceleași înălțimi.
Intervenția omului a făcut ca în multe zone acestea să dispară aproape. Cu excepția pădurilor de fag din Alpii Austriei, alte păduri întinse de foioase sunt greu de găsit. În multe zone, unde existau înainte asemenea păduri, ele au fost înlocuite cu pinul scoțian și molidul norvegian, care suferă mai puțin din cauza caprelor, cel mai mare inamic al pădurilor de foioase.
Temperatura medie anuală a acestei regiuni este apropiată celei din Insulele Britanice, dar condițiile climatice sunt în mare măsură diferite. Aici, zăpada persistă mai multe luni, iar primăvara și vara sunt considerabil mai reci.
Plante specifice Alpilor:

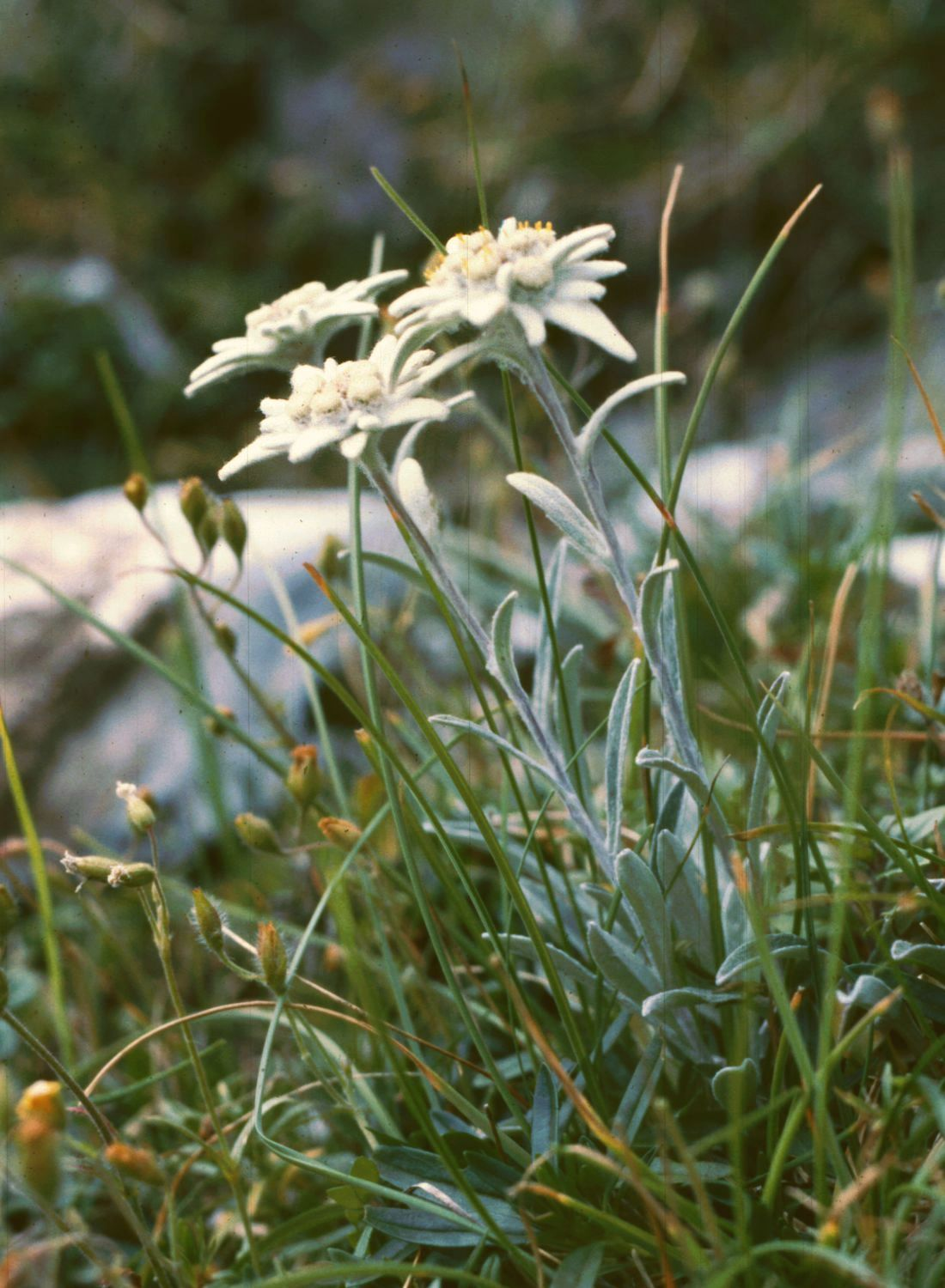
Floare de colț (Albumiţă) (Leontopodium alpinum)
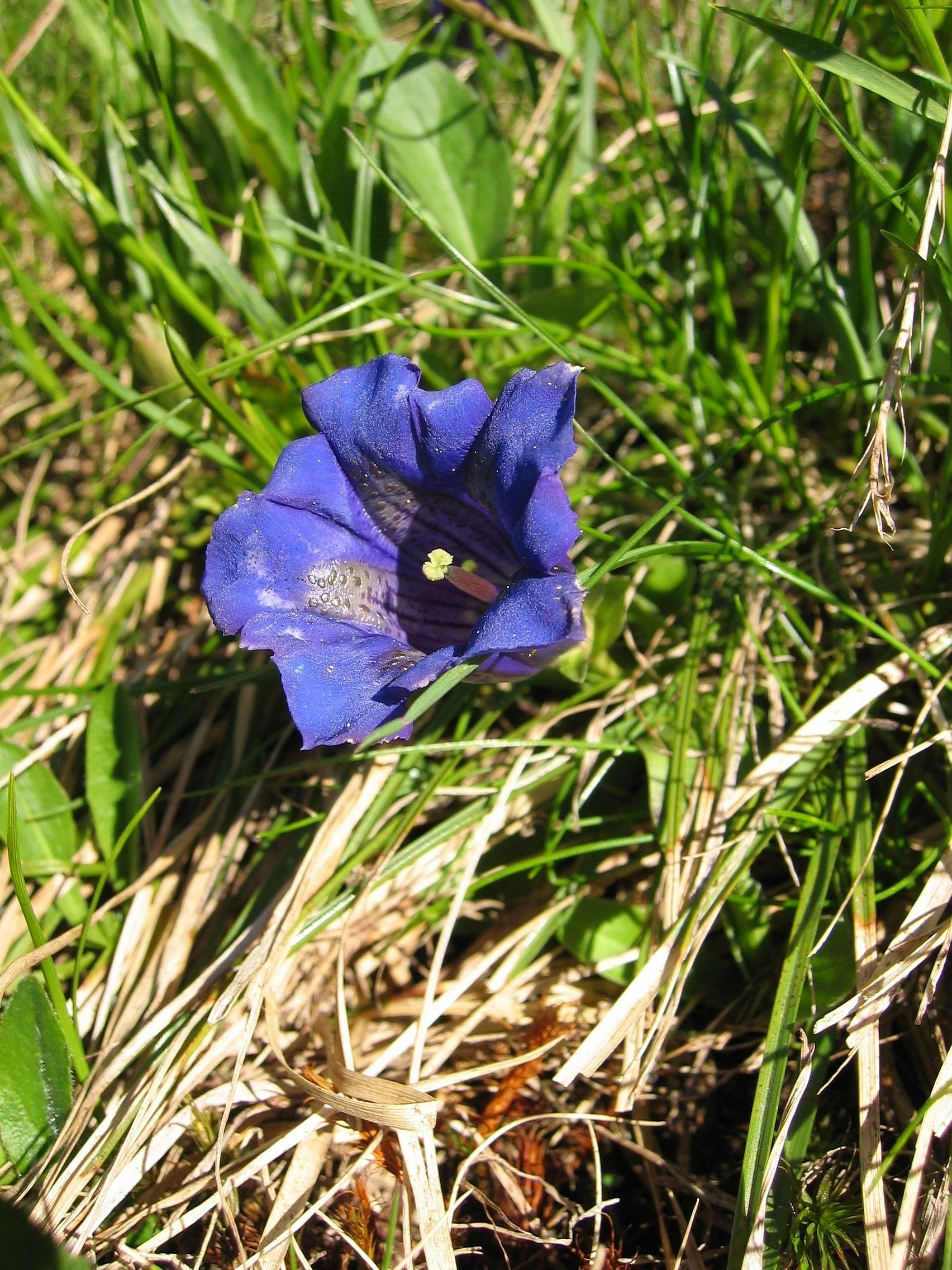
Cupă (Gentiana acaulis)
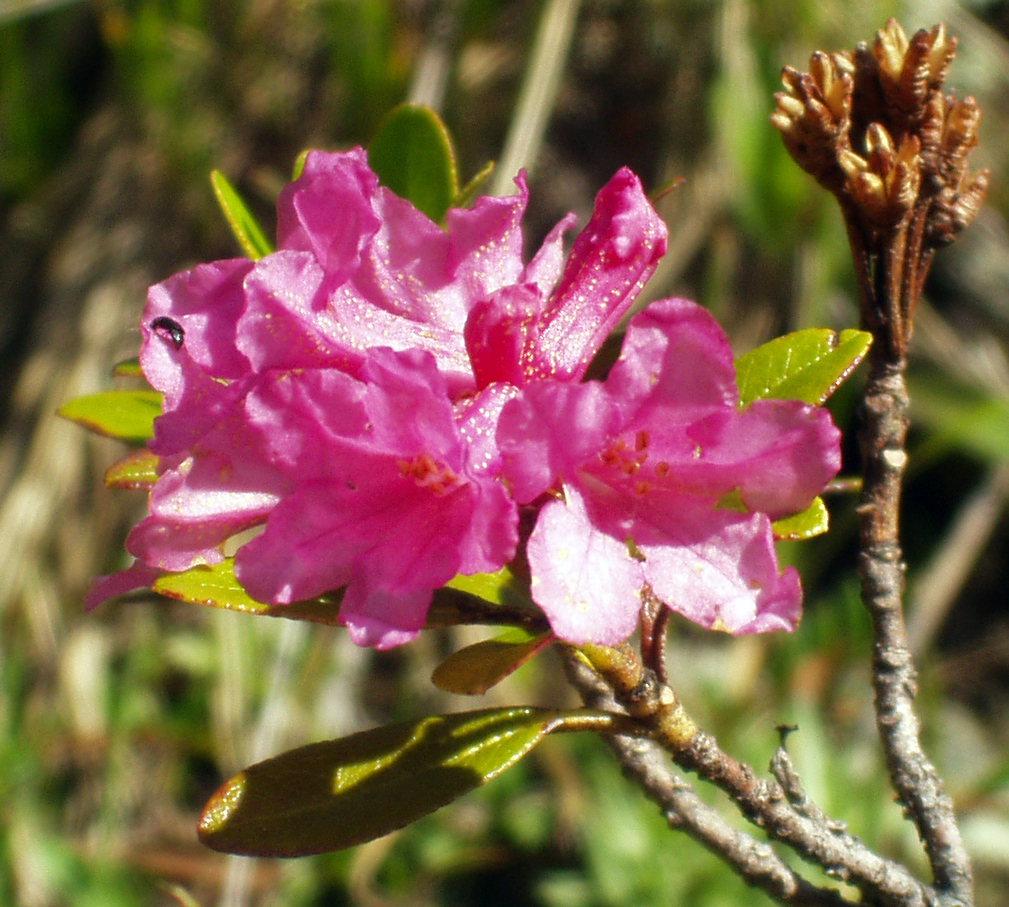
Rododendron ruginiu (Rhododendron ferrugineum)
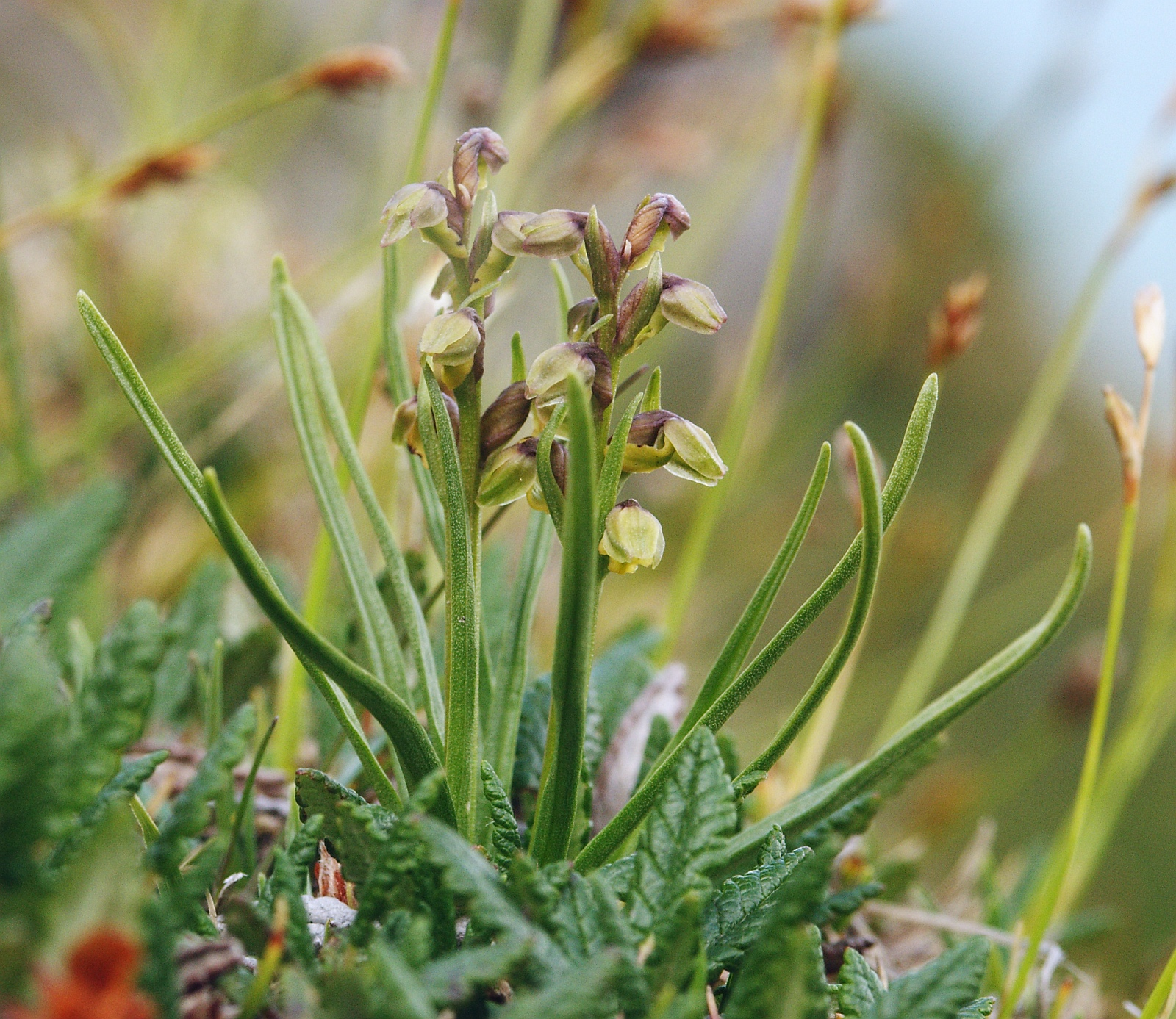
Orhidee pitică (Chamorchis alpina)
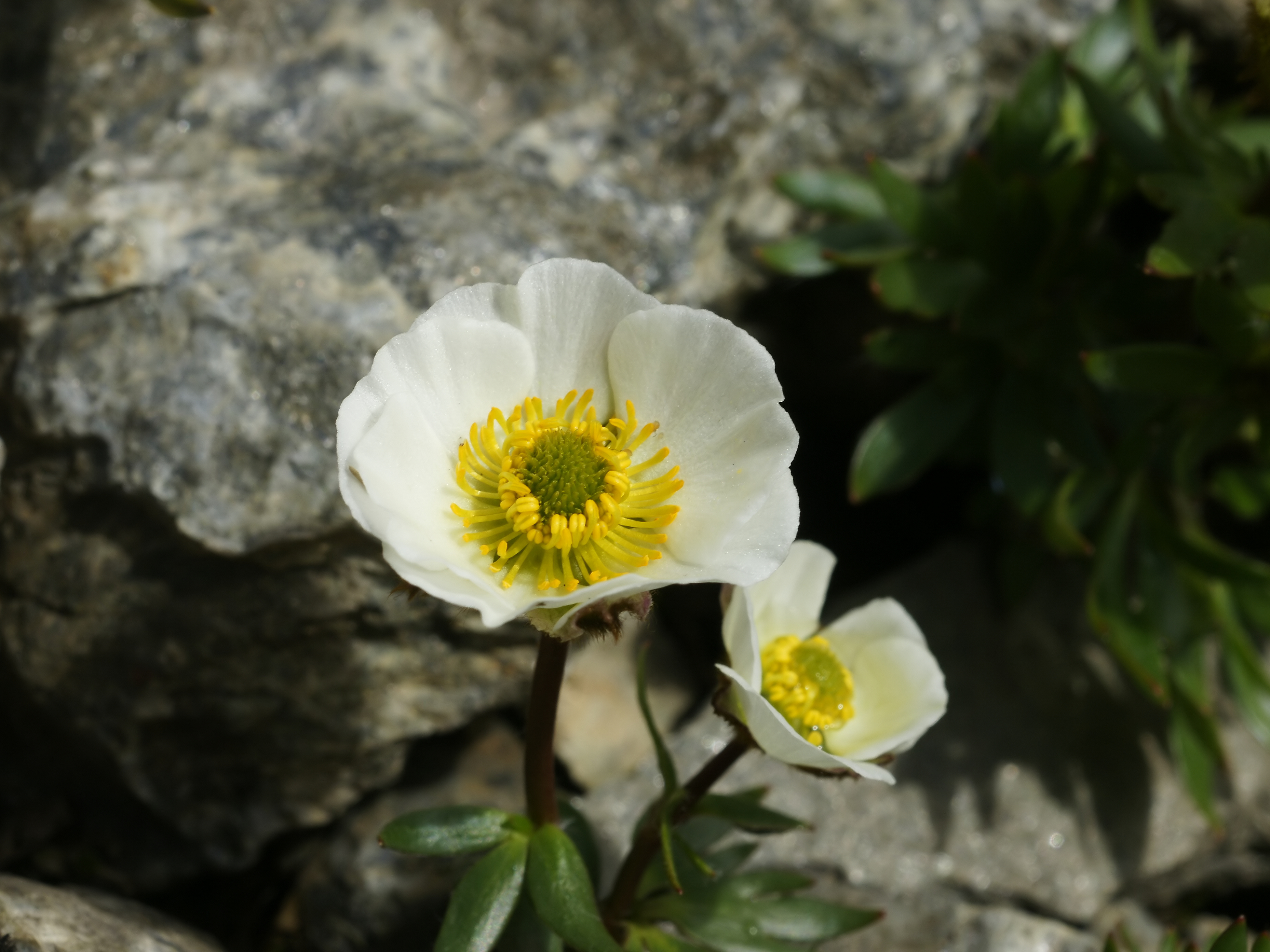
Piciorul cocoșului (Ranunculus glacialis)
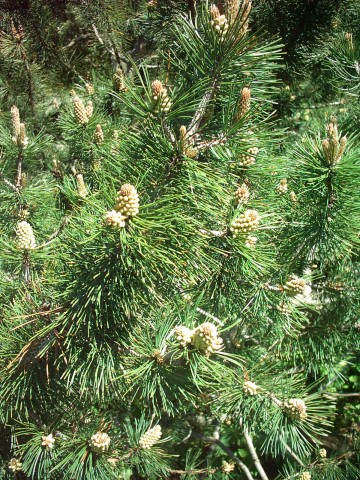
Jneapăn (Pinus mugo)
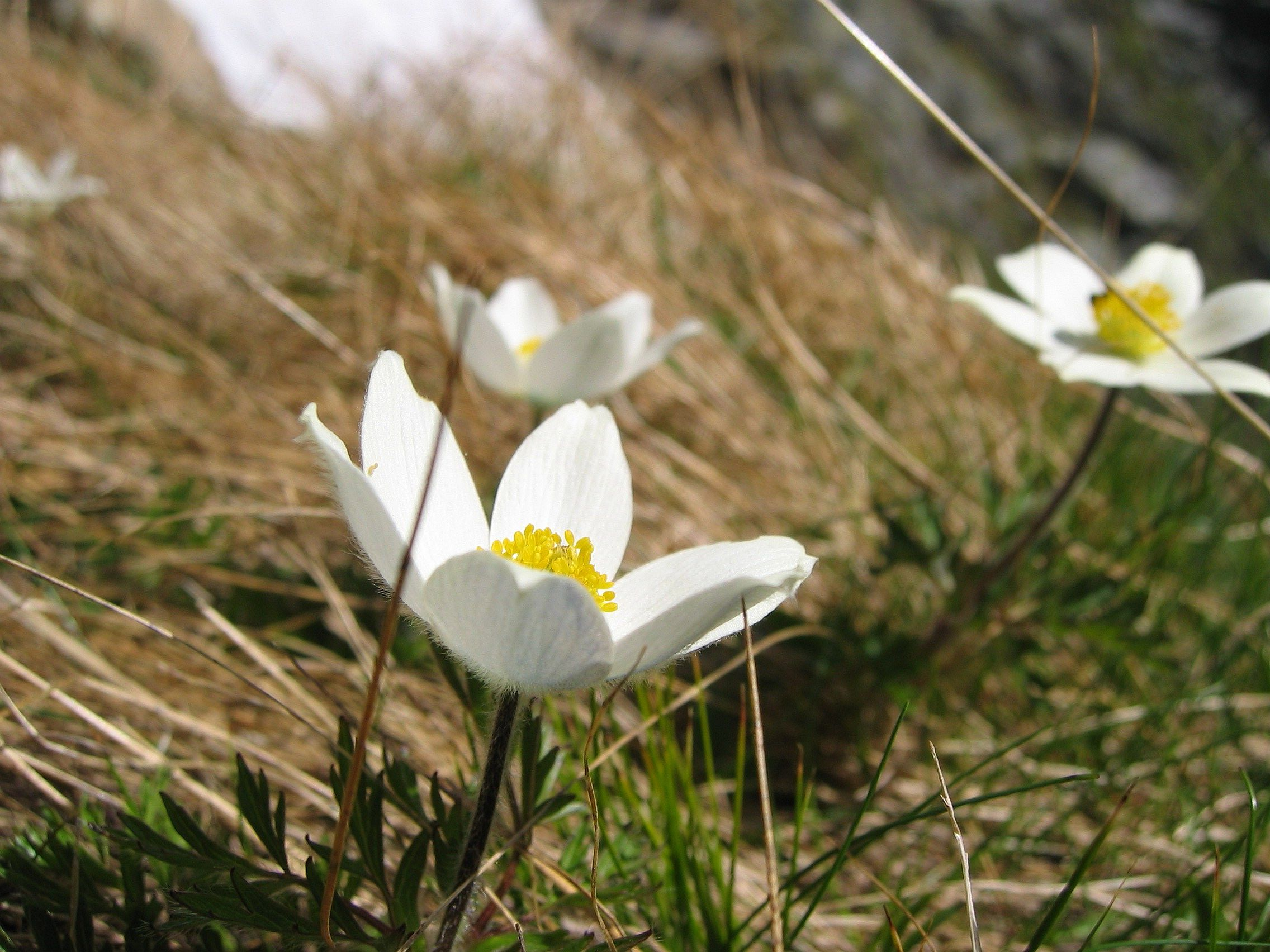
Anemona (Pulsatilla alpina)
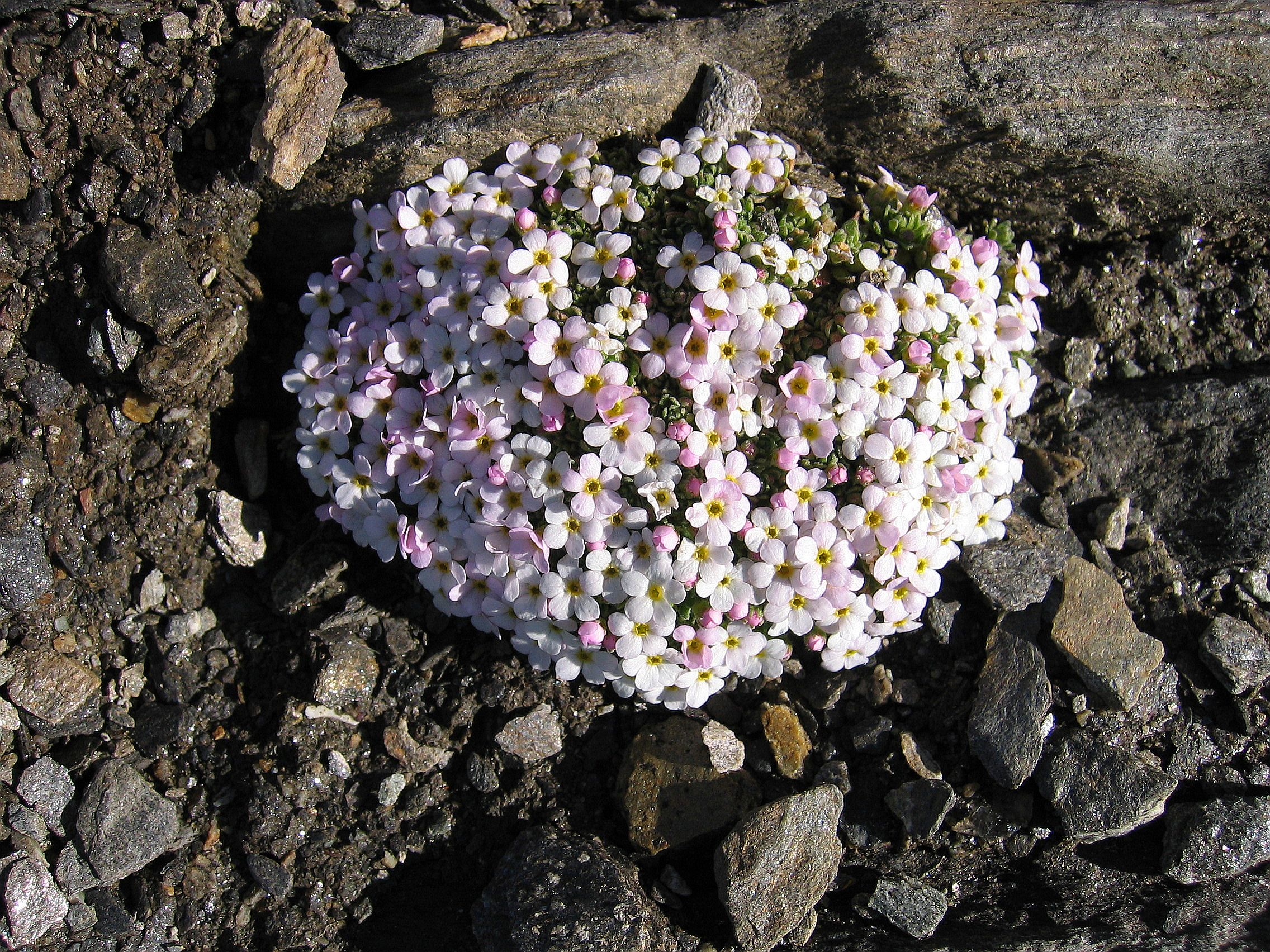
Laptele stâncii (Androsace alpina)

## Fauna
Printre speciile cel mai des întâlnite în Alpi se află:

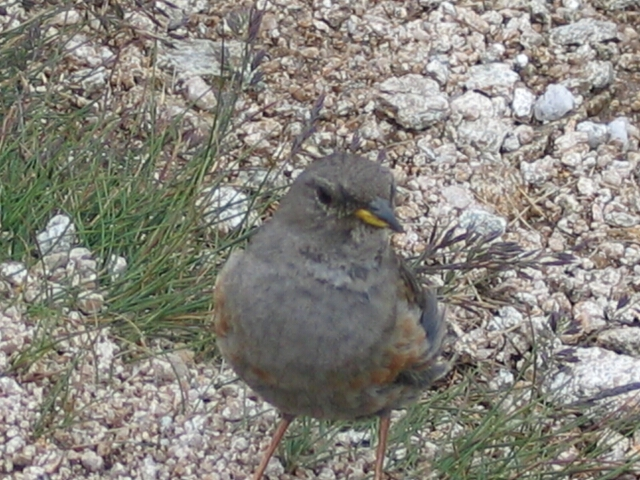
Brumărița de stâncă
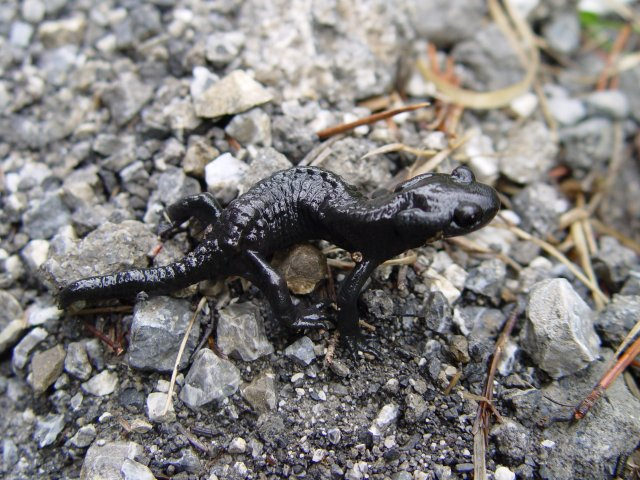
Salamandra neagră alpină
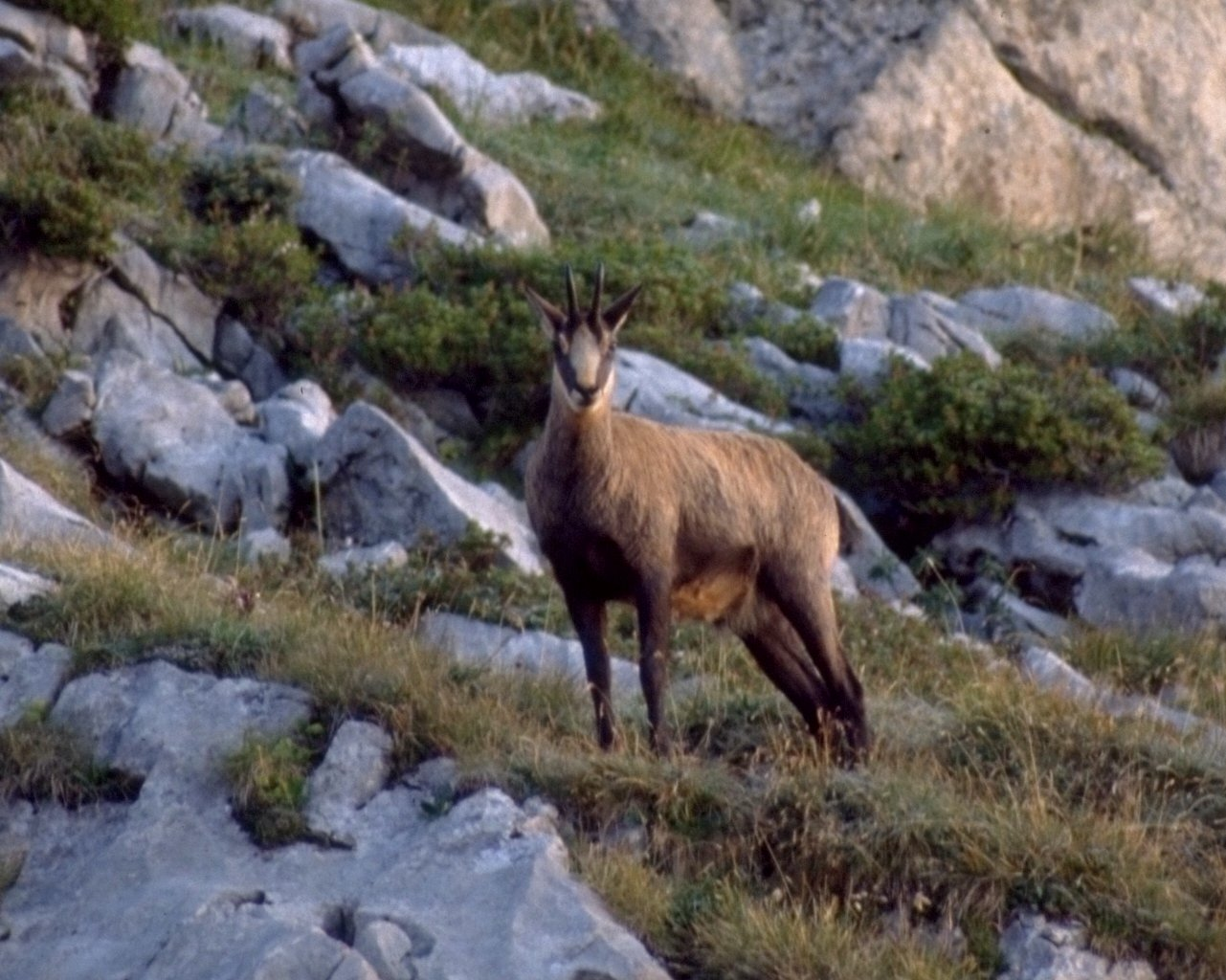
Capra neagră
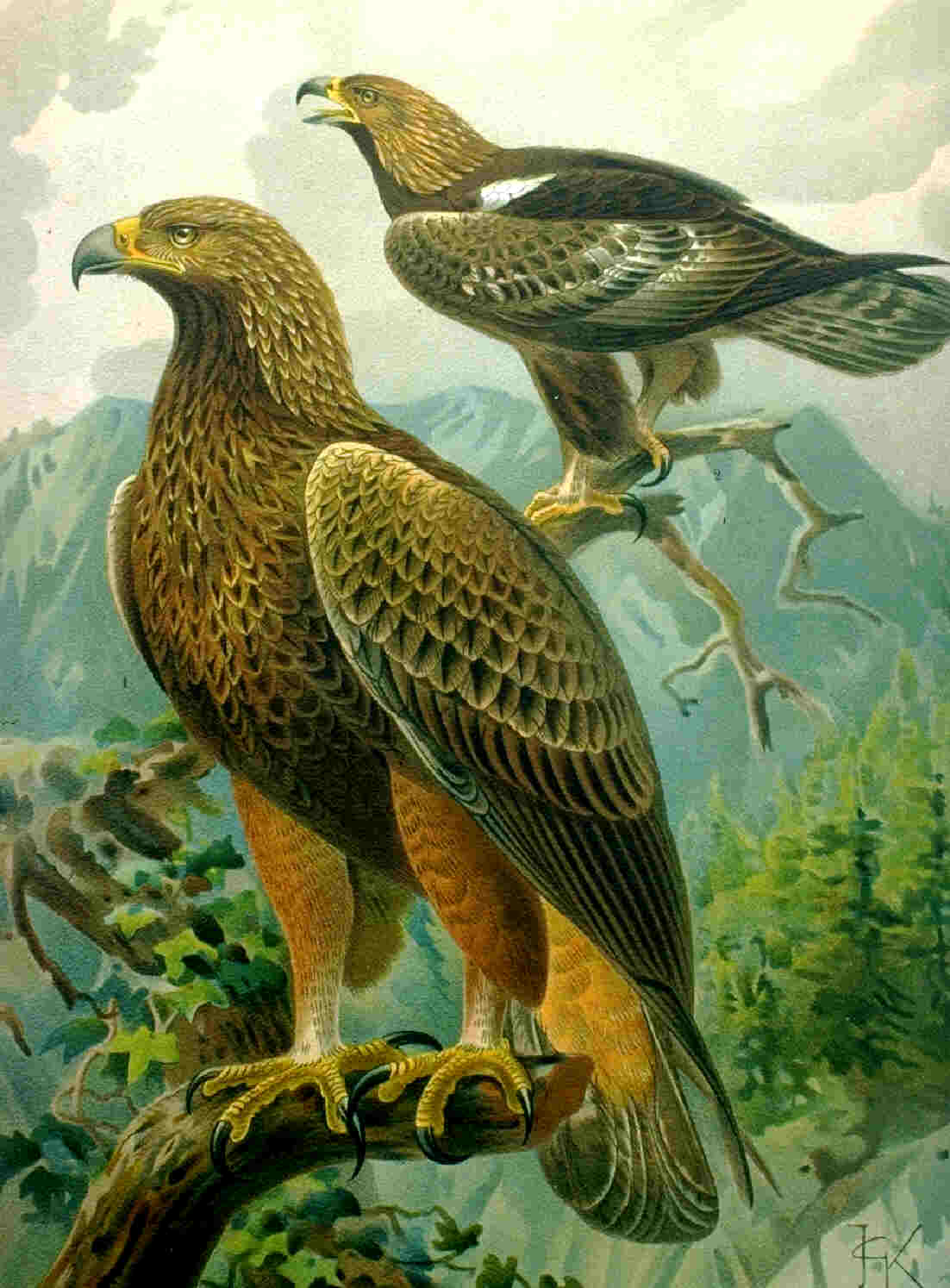
Acvila
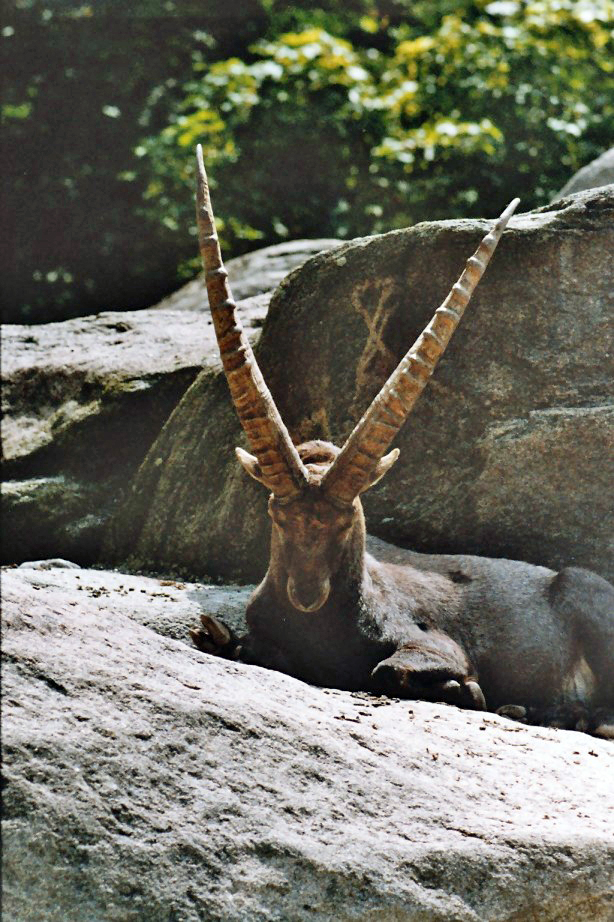
Capra alpină
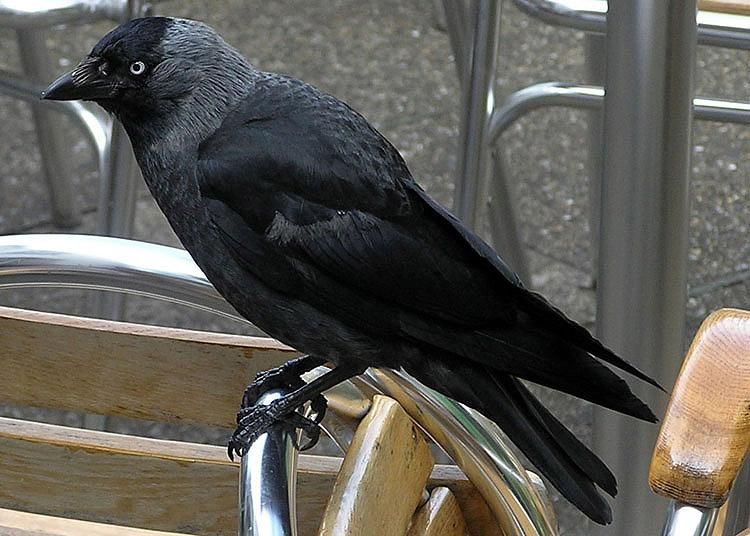
Stăncuța
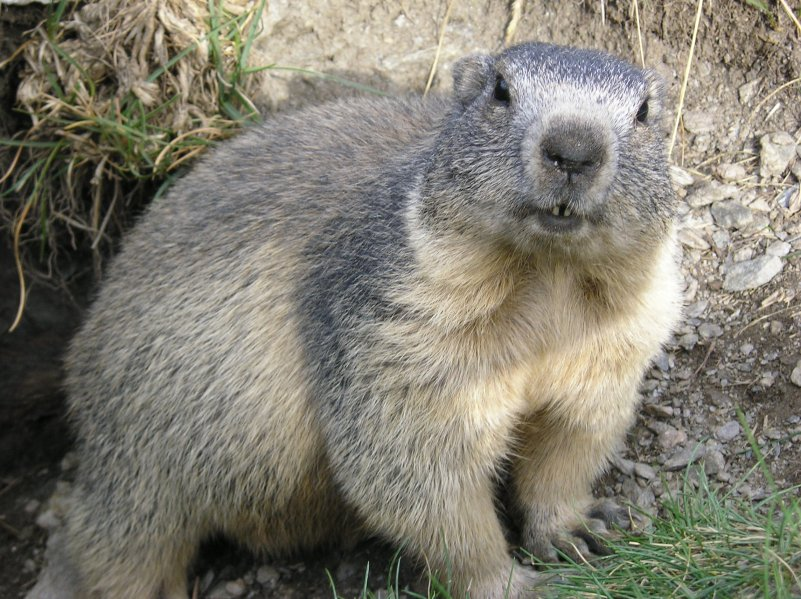
Marmota alpină
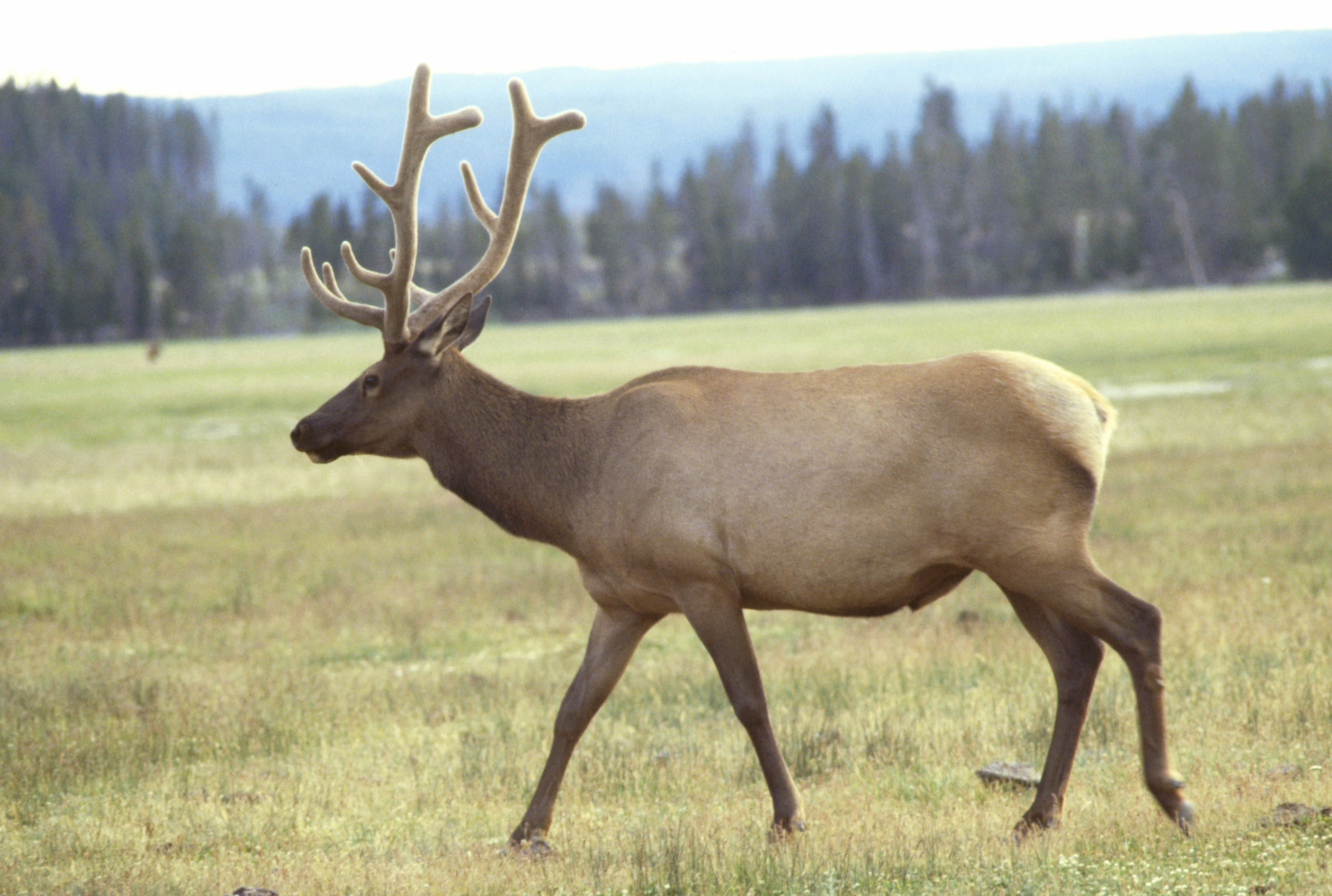
Cerbul comun
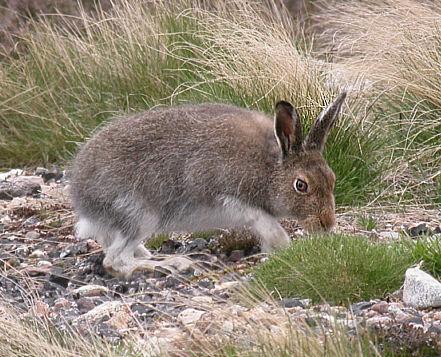
Iepurele alb
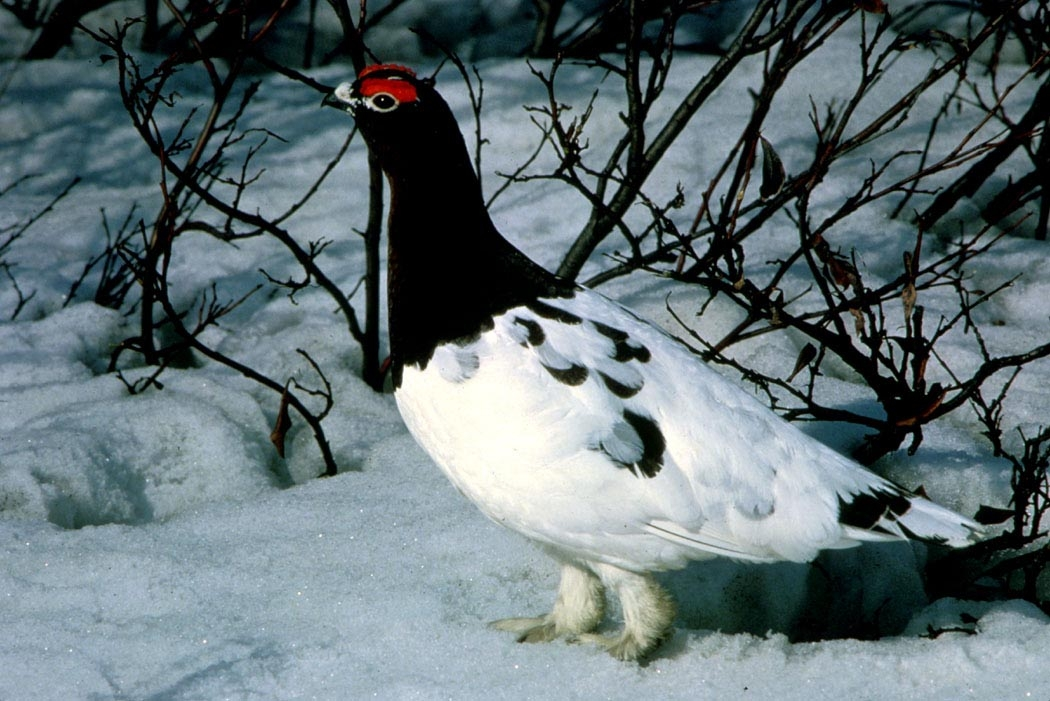
Potârnichea de tundră
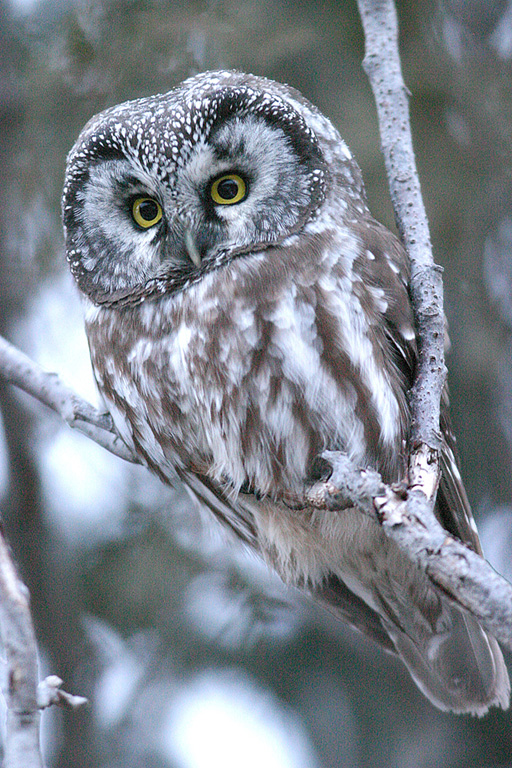
Minunița (Cucuveaua încălțată)